# マリー・ダンジュー
マリー・ダンジュー（フランス語: Marie d'Anjou, 1404年10月14日 - 1463年11月29日）は、フランス王シャルル7世の王妃。

## 略歴
ヴァロワ家傍系のヴァロワ＝アンジュー家出身で、アンジュー公ルイ2世と妃ヨランド・ダラゴン（アラゴン王フアン1世の娘）の長女として生まれた。兄にアンジュー公ルイ3世、弟にナポリ王・ロレーヌ公・プロヴァンス伯であったルネ、メーヌ伯シャルルがいる。イングランド王ヘンリー6世妃マルグリットはルネの娘で姪に当たる。
1422年にブールジュで又従兄に当たるシャルル7世と結婚し、夫との間に12子を生む。シャルル7世の愛情は愛妾アニェス・ソレルに向けられていたものの、マリーの寛容さとアニェスの立場を弁えた姿勢によってアニェスとの仲は悪くはなく共に連れ立つこともあったという。
異説もあるが、トランプのクローバーのクイーンのモデル、もしくはモデルのうちの1人とされる。

## 子女
- ルイ11世（1423年 - 1483年）
- ジャン（1424年 - 1425年）
- ラドゴンド（1428年 - 1444年）
- カトリーヌ（1428年 - 1446年） - ブルゴーニュ公シャルルの最初の妃
- ジャック（1432年 - 1437年）
- ヨランド（1434年 - 1478年） - サヴォイア公アメデーオ9世の妃
- ジャンヌ（1435年 - 1482年） - ブルボン公ジャン2世の妃
- マルグリット（1437年 - 1438年）
- マリー（1438年 - 1439年）
- ジャンヌ（1438年 - 1446年）
- マドレーヌ（1443年 - 1486年） - ビアナ公ガストン・ド・フォワの妃。ナバラ王フランシスコ1世、女王カタリナの母。
- シャルル（1446年 - 1472年） - ベリー公